# Groene banaankakkerlak
De groene banaankakkerlak (Panchlora nivea) is een insect uit de orde kakkerlakken en de familie Blaberidae. De soort werd voor het eerst geldig gepubliceerd door Linnaeus in 1758 onder de naam Blatta nivea.

## Leefgebied
De soort komt voor op de Caraïben, met name op Cuba. Ook worden ze gevonden aan de zuidoostkust van de Verenigde Staten, van South Carolina tot aan Texas. De soort komt voor in een subtropisch en tropisch klimaat, in struikgewas, bomen en planten.

## Uiterlijk
Een vrouwelijk exemplaar kan tot de 24 millimeter worden en de kleinere mannetjes worden meestal tussen de 12 en 15 millimeter lang. De soort heeft vleugels en is lichtgroen tot geel van kleur, met een gele streep aan de zijkanten. De nimfen zijn bruin tot zwart en zijn uitstekende gravers.

## Synoniemen
- Blatta alba (Strøm, 1783)
- Blatta chlorotica (Pallas, 1772)
- Blatta hyalina (Stoll, 1813)
- Blatta nivea (Linnaeus, 1758)
- Blatta virescens (Thunberg, 1826)
- Ischnoptera lucida (Walker, 1868)
- Panchlora cubensis (Saussure, 1862)
- Panchlora hyalina (Stoll, 1813)
- Panchlora luteola (Saussure, 1864)
- Panchlora poeyi (Saussure, 1862)
- Pycnosceloides aporus (Hebard, 1919)